# 拉敏木

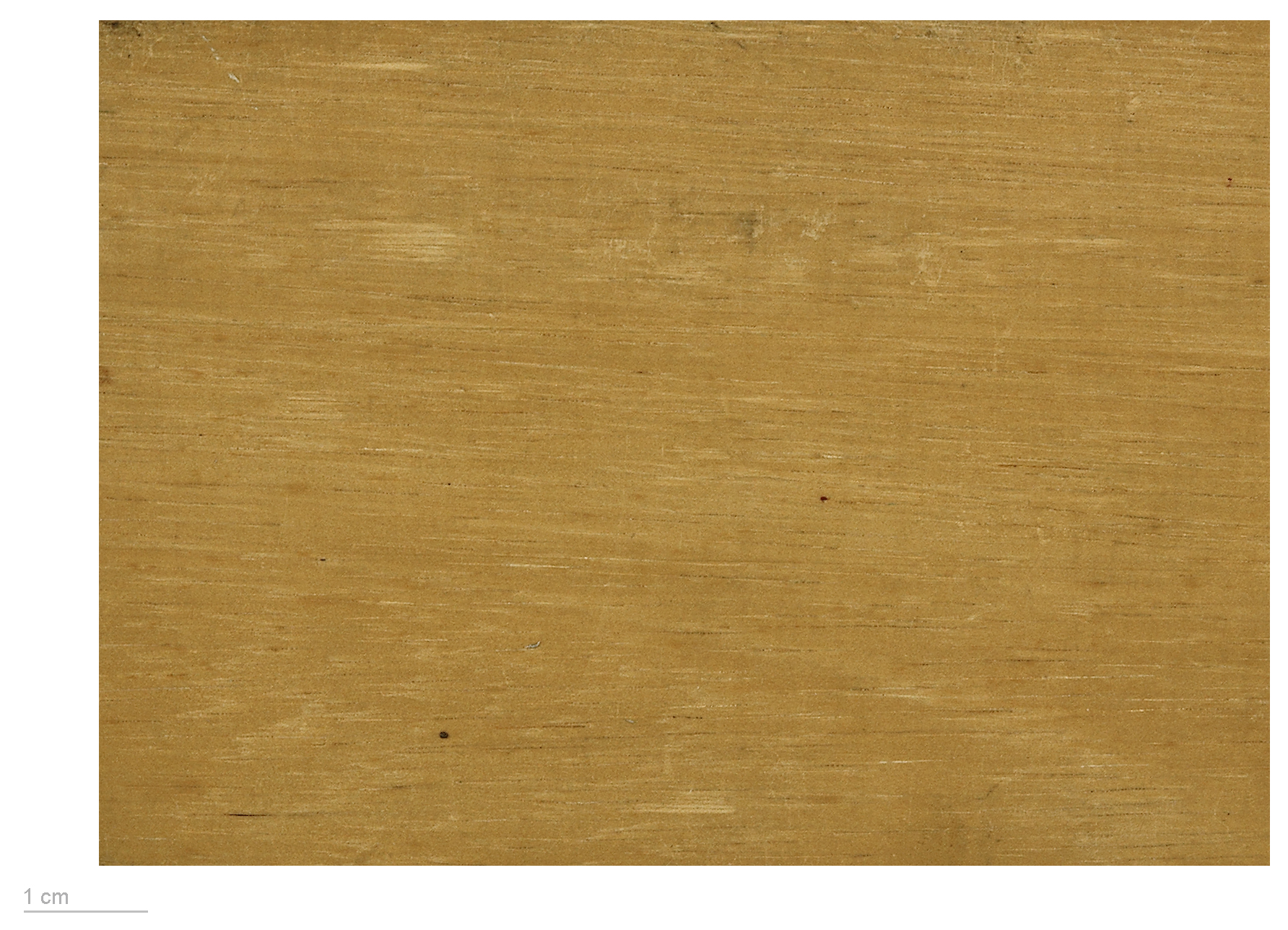
Gonystylus spp.

拉敏木（学名：Gonystylus bancanus）是棱柱木屬的硬木植物，分佈在東南亞的馬來西亞、新加坡、印尼、汶萊、菲律賓及巴布亞新畿內亞，並在婆羅洲有最多的物種。
拉敏木是中等大小的樹，可以高達24米。樹幹筆直，高18米及直徑60厘米。它們生長得很慢，主要在沼澤森林內生長。
拉敏木很多時是用來製作孩童的傢俱及百葉簾，原因是它們是硬木較為淺色的。過度砍伐已令它們成為瀕危物種，在印尼及馬來西亞的情況尤為嚴重。

## 外部連結
- Species Survival Network factsheet (pdf file)